# گاریگوس
گاریگوس (به اسپانیایی: Las Garrigas) یک منطقهٔ مسکونی در اسپانیا است که در Ponent واقع شده‌است. گاریگوس ۷۹۷٫۷ کیلومتر مربع مساحت و ۱۹٬۷۶۲ نفر جمعیت دارد.